# Football Manager (1982)
Football Manager  är en serie fotbollsspel lanserade 1982 och framåt. Serien innebar startskottet på managerspelgenren.

## Spel
| Titel                              | Släppår |
| ---------------------------------- | ------- |
| Football Manager                   | 1982    |
| Football Manager 2                 | 1988    |
| Football Manager World Cup Edition | 1990    |
| Football Manager 3                 | 1992    |

### Fotnoter
1. ↑  ”Football Manager” (på engelska). Mobygames. 8 maj 2004. http://www.mobygames.com/game-group/football-manager-series. Läst 14 maj 2015.